# Media w Bydgoszczy

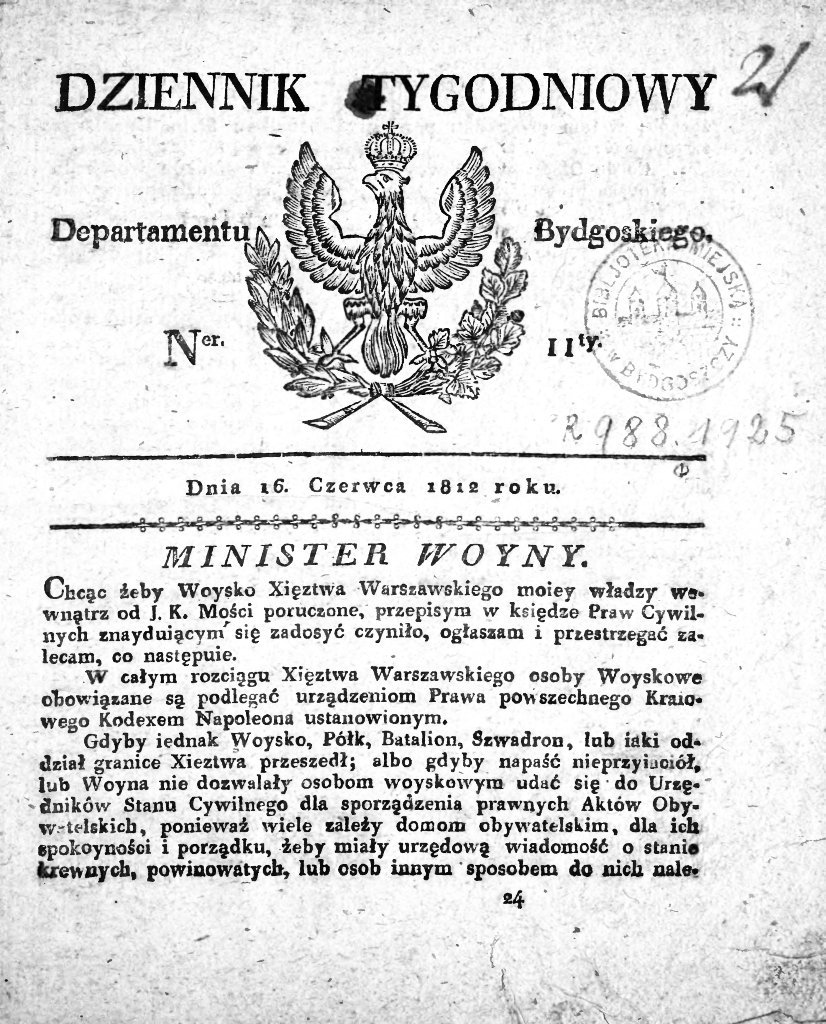
Dziennik Tygodniowy Departamentu Bydgoskiego – pierwsza gazeta wydawana w Bydgoszczy

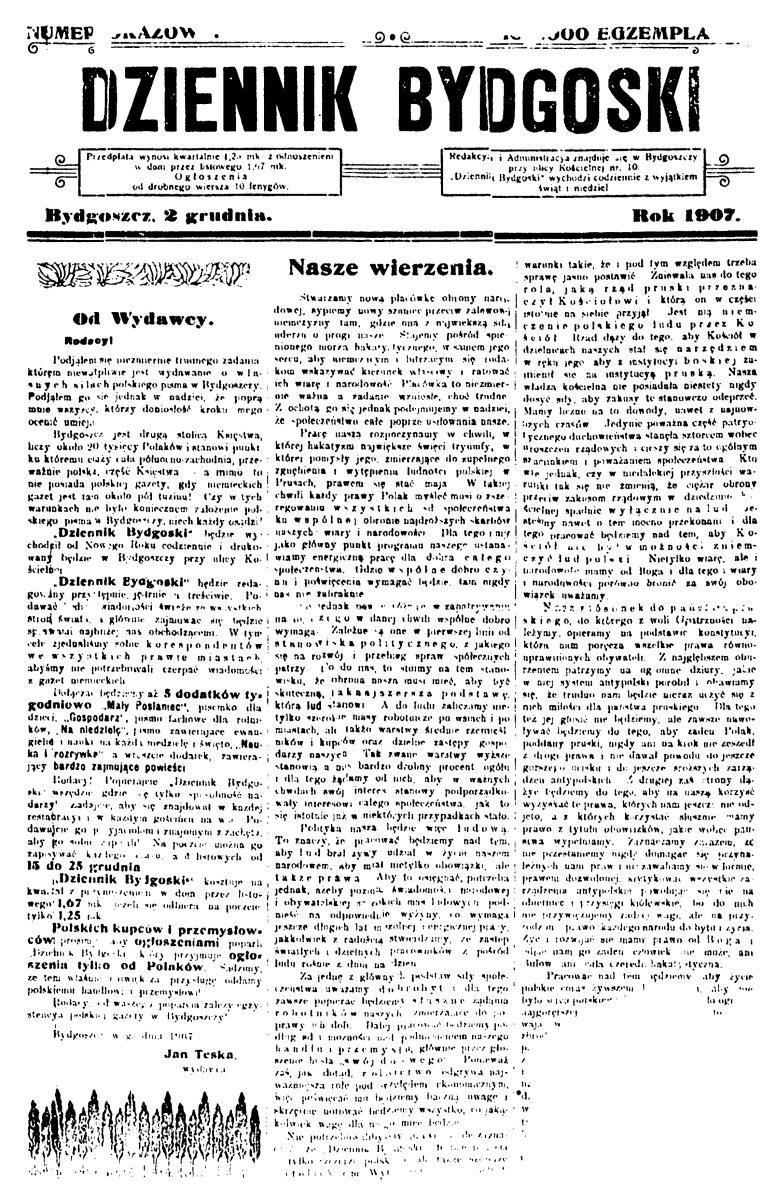
Pierwszy numer Dziennika Bydgoskiego z 1907 r.

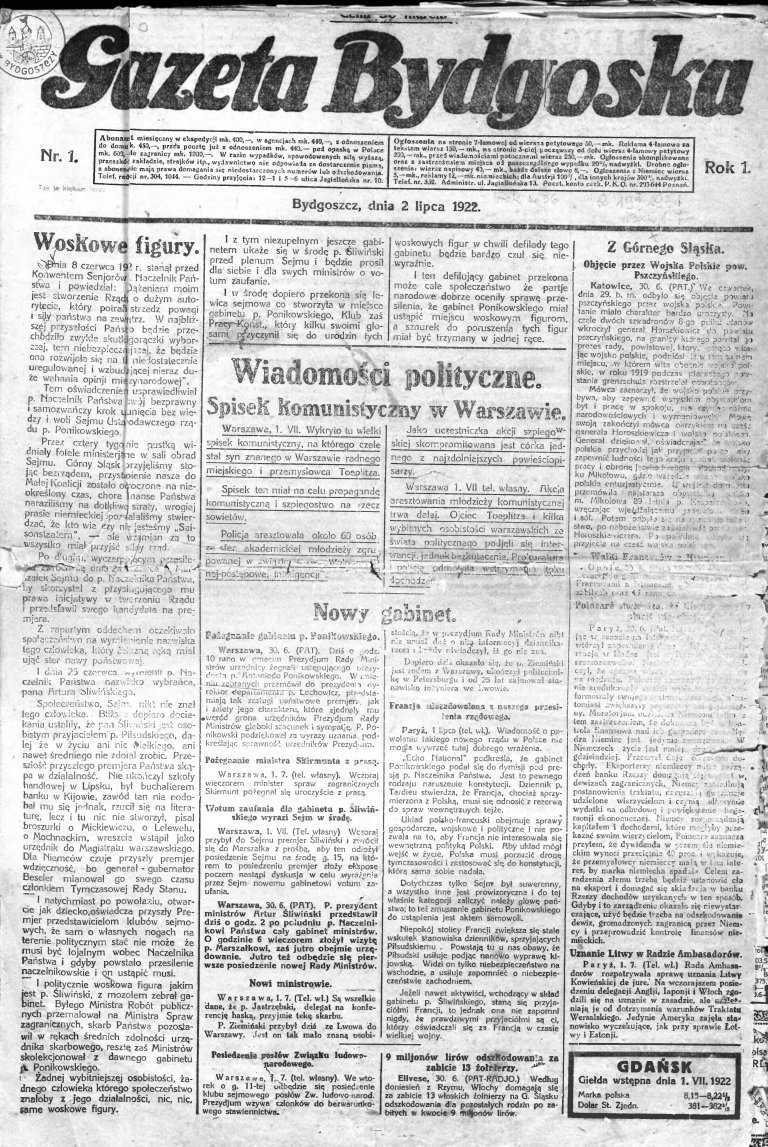
Gazeta Bydgoska – numer z 2 lipca 1922 r.

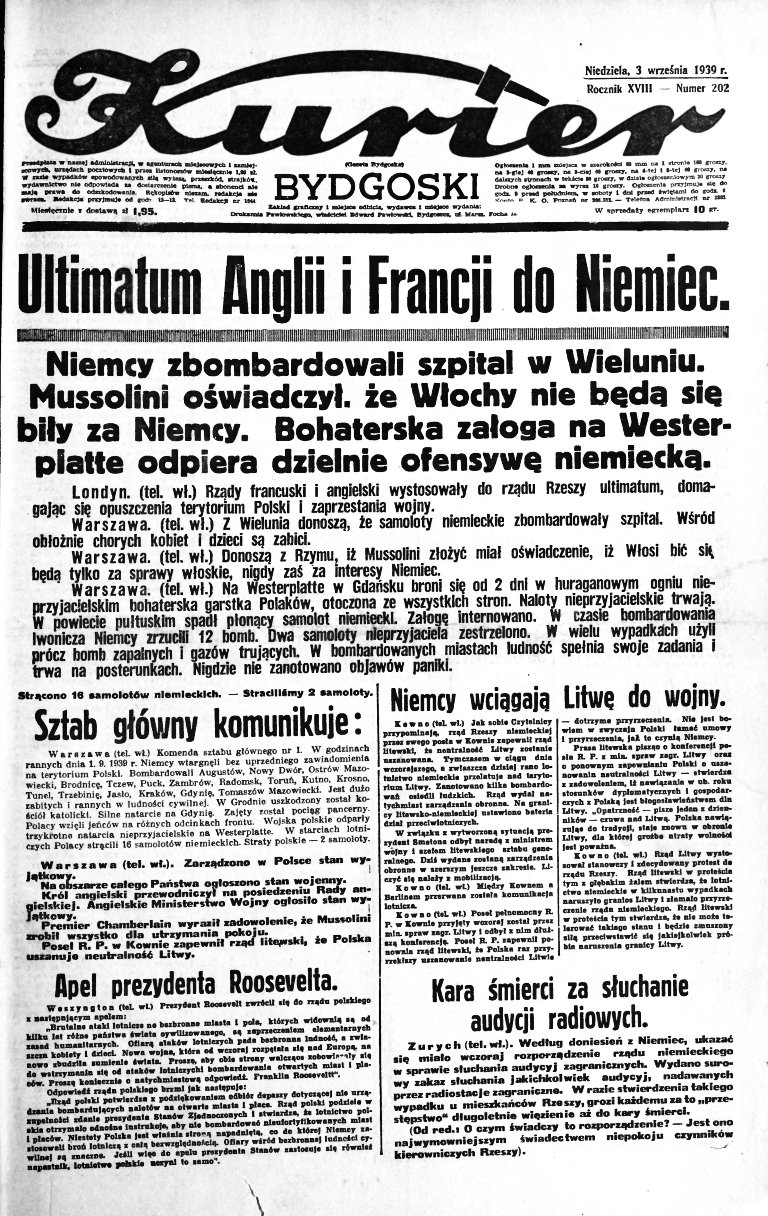
Ostatni numer Kuriera Bydgoskiego z 3 września 1939 r.

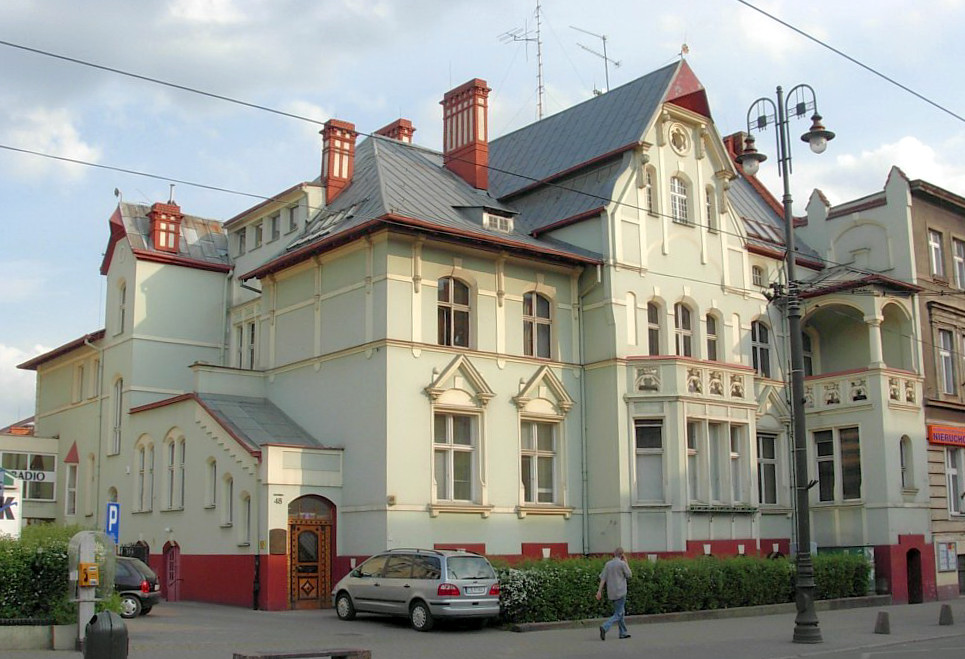
Siedziba Rozgłośni Pomorskiej Polskiego Radia w Bydgoszczy

Logo TVP3 Bydgoszcz

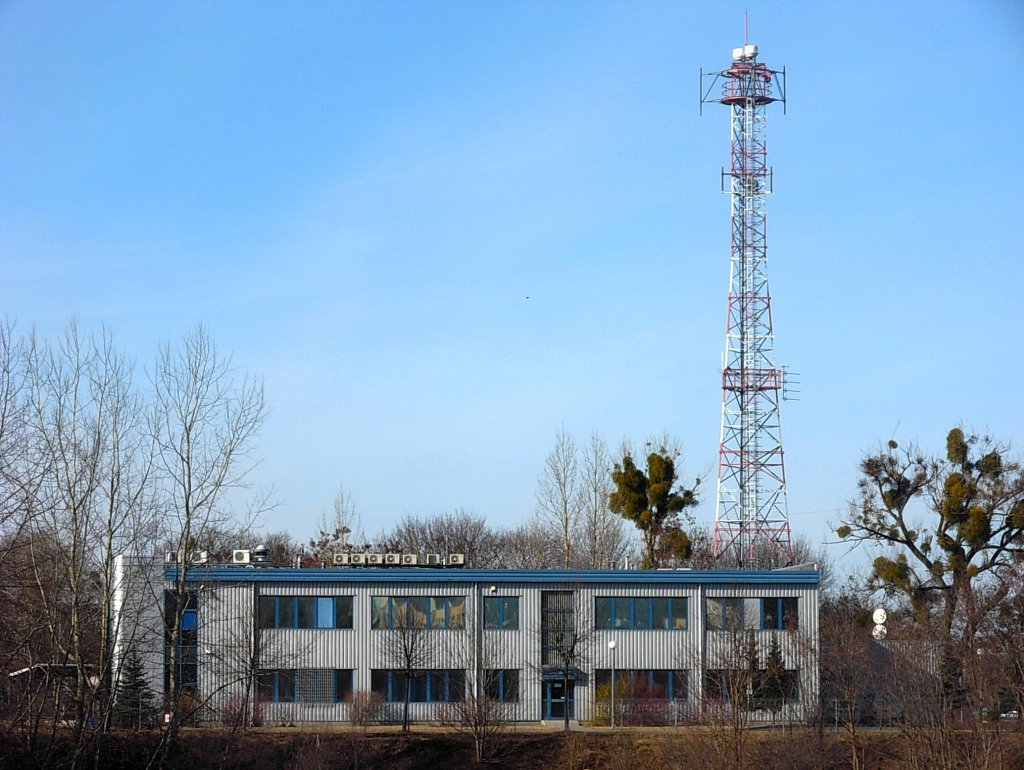
Siedziba TVP Bydgoszcz zlokalizowana na Wzgórzu Wolności

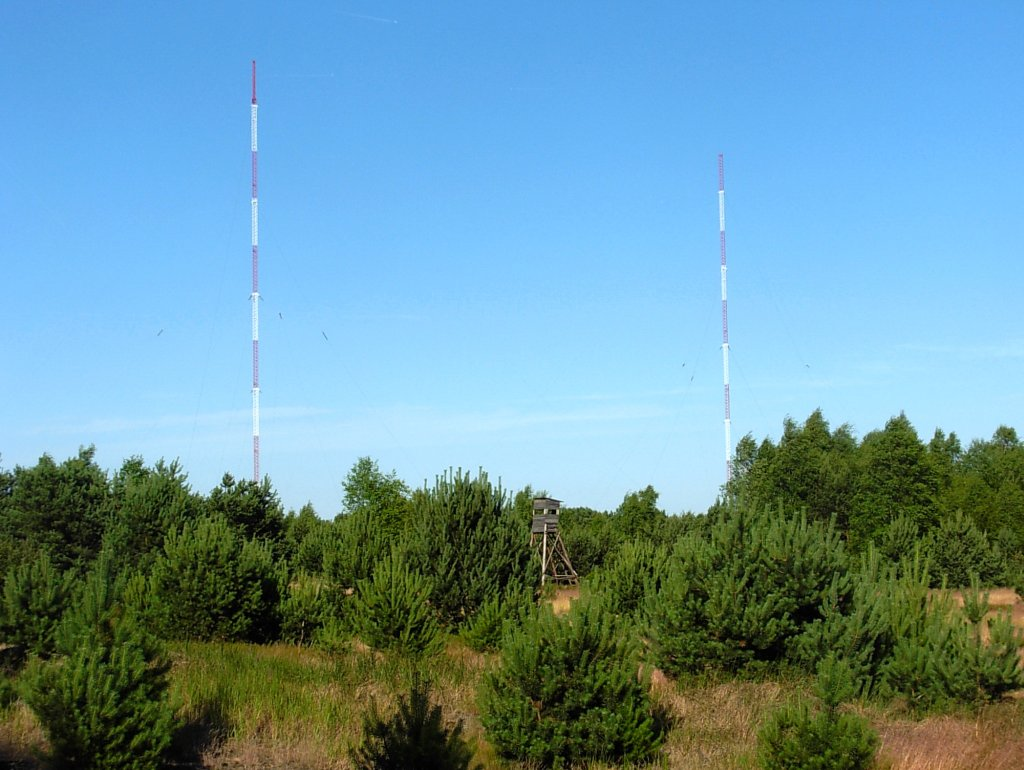
RCN Solec Kujawski – ogólnopolska stacja nadawcza Programu Pierwszego Polskiego Radia, położona w Puszczy Bydgoskiej

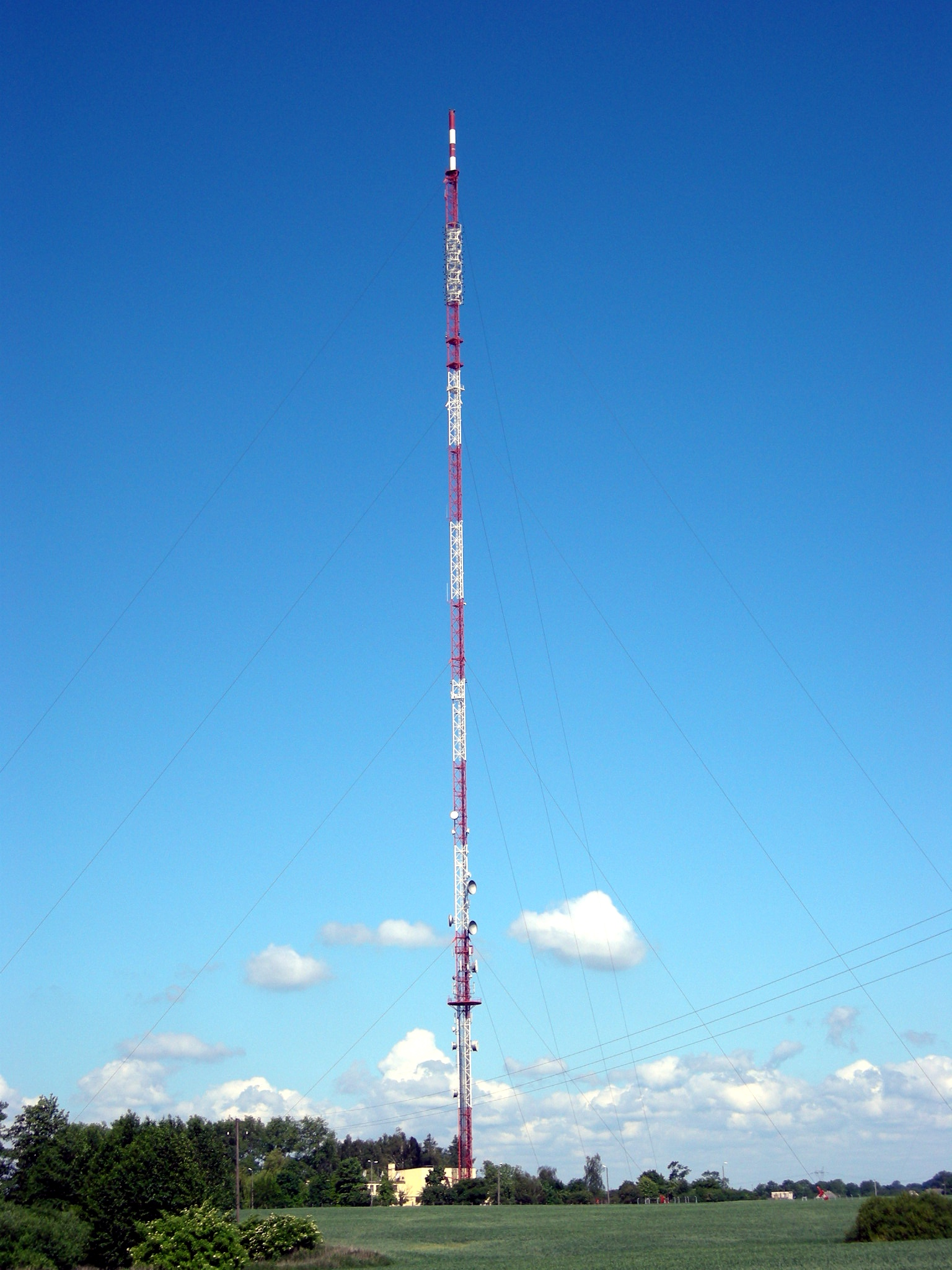
Radiowo-Telewizyjne Centrum Nadawcze Trzeciewiec pod Bydgoszczą, z którego od 1962 r. nadawany jest program rozgłośni radiowych i telewizyjnych z zasięgiem na województwo bydgoskie i kujawsko-pomorskie

Bydgoszcz jest ośrodkiem, w którym znajdują się siedziby większości regionalnych mass-mediów z zasięgiem na województwo kujawsko-pomorskie. Znajdują się tu m.in.: regionalny oddział Telewizji Polskiej (TVP3 Bydgoszcz), regionalna rozgłośnia radia publicznego (Polskie Radio Pomorza i Kujaw), największy w Polsce dziennik regionalny (Gazeta Pomorska) oraz liczne lokalne rozgłośnie radiowe, redakcje gazet i czasopism oraz portali internetowych. Kilka czasopism wydawanych w Bydgoszczy posiada zasięg krajowy. Bydgoszcz jest także ośrodkiem wydawniczym, w którym co roku wydawanych jest kilkaset tytułów książek i broszur. Np w 2008 r. wydano w Bydgoszczy 349 tytułów w nakładzie 617 tys. egzemplarzy (9. miejsce w kraju). Połowa wydanych pozycji dotyczyła tematyki ogólnej i popularnej, zaś jedna trzecia – publikacji naukowych.

## Tradycje mediów w Bydgoszczy

### Prasa i drukarnie

#### Okres pruski
Początki piśmiennictwa w Bydgoszczy sięgają czasów Rzeczypospolitej Obojga Narodów. Dzieła pisarskie, panegiryki i kroniki tworzyło duchowieństwo jak również ludzie świeccy. Początki drukarstwa w Bydgoszczy przypadają natomiast na 1806 r., kiedy Jan Adam Kimmel otrzymał zezwolenie na otwarcie pierwszej drukarni w Bydgoszczy. Zamierzenie to kontynuował jego pasierb, późniejszy II burmistrz Bydgoszczy Andreas Friedrich Gruenauer. Pierwsza drukarnia bydgoska rozpoczęła działalność w 1807 r., zaś jej nowe zabudowania na Przedmieściu Gdańskim, wzniesione w 1815 r. zachowały się do 2006 r., kiedy w ich miejscu powstała Galeria Drukarnia.
Istotny rozwój piśmiennictwa i drukarstwa nastąpił w okresie Księstwa Warszawskiego (1806–1815), kiedy Bydgoszcz została siedzibą departamentu. 1 lipca 1808 r. zaczęto wydawać w Bydgoszczy pierwsze czasopismo – Dziennik Doniesień Rządowych i Prywatnych Departamentu Bydgoskiego. Była to gazeta rządowa, wydawana przez prefekta departamentu Antoniego Gliszczyńskiego. Gazeta dwukrotnie zmieniając nazwę („Gazeta Bydgoska”, potem „Dziennik Tygodniowy Departamentu Bydgoskiego”) utrzymała się do końca okresu Księstwa (1815 r.) Po wchłonięciu Bydgoszczy przez Królestwo Prus, polską gazetę zastąpiła drukowana w zakładzie Andreasa Friedricha Gruenauera – tygodniówka Królewsko-Pruskiej Rejencji w Bydgoszczy (niem. Amtsblatt der Königlich-Preussischen Regierung zu Bromberg, dwujęzyczna do 1948 r.). W I połowie XIX wieku w Bydgoszczy istniały trzy drukarnie. Od 1832 r. wychodziły niemieckie gazety, początkowo nieregularnie, a od 1846 r. codziennie „Bromberger Wochenblatt” – pierwszy trwały dziennik bydgoski. Oprócz niego drukowano też konserwatywne pisma niemieckie.
Działalność polskich księgarni na terenie Bydgoszczy datuje się na 1868 rok (Tomasz Śniegocki), a drukarń na 1884 r., kiedy próbę organizacji polskiej drukarni akcydensowej podjął Mieczysław Roesner. W latach 1891–1894 Stanisław Tomaszewski razem z Julianem Prejsem wydawał polską gazetę „Straż Polska”, następnie „Pochodnię”, „Gazetę Narodową” i „Orędownik”, a od 1898 r. codzienną „Gazetę Bydgoską”, drukując je we własnej drukarni przy ul. Długiej. Periodyki te nie utrzymały się długo wskutek kar pieniężnych, szykan i pozwów sądowych wytyczonych przez władze pruskie. Kolejna gazeta: „Dziennik Bydgoski” wydawana przez Tomaszewskiego od 1902 r. przetrwała 2 lata, po czym została wykupiona przez Niemców, a wydawca uwięziony. Pismo wznowił w 1907 r. Jan Teska i wydawał mimo szykan pruskich, aż do włączenia Bydgoszczy do odrodzonego państwa polskiego. Okres działalności pierwszych drukarń w Bydgoszczy w latach 1885–1914 był równocześnie okresem uporczywej walki o kulturę polską w Bydgoszczy. Do wybitniejszych księgarzy polskich tego okresu, prowadzących mimo szykan działalność patriotyczną zaliczali się: Tomasz Śniegocki, Franciszek Kiedrowski, Leon Posłuszny, Waleria Modlibowska.

#### Dwudziestolecie międzywojenne
W dwudziestoleciu międzywojennym w Bydgoszczy ukazywało się kilkanaście gazet i czasopism. Bydgoska prasa lokalna miała w tamtym okresie duży wpływ na poglądy czytelników i cieszyła się dużą popularnością. Dzienny nakład gazet w Bydgoszczy w roku 1925 sięgał 70 tys. egzemplarzy. Najważniejszą gazetą codzienną był chrześcijańsko-demokratyczny „Dziennik Bydgoski” prowadzony przez redaktora Jana Teskę. Z „Dziennikiem” konkurowała „Gazeta Bydgoska” (od 1933 r. „Kurier Bydgoski”) – organ Narodowej Demokracji, rozchodząca się w skromniejszej liczbie egzemplarzy na terenie województwa pomorskiego.
W Bydgoszczy istniała także pewna liczba pism codziennych, które ukazywały się okresowo, m.in. codzienna gazeta poranna „Echo Zachodnie – Niezależny Organ Demokracji” (1926–1927; zmiana tytułu – od 45. numeru „Przegląd Zachodni”), sanacyjny „Kurier Pomorski” (1939–1938; mutacja toruńska – „Dzień Pomorski”, bydgoska – „Dzień Bydgoski”, później „Gazeta Pomorska”), „Dziennik Nadnotecki”, miesięcznik „Świat Pracy”, „Przegląd Wielkopolski” (1921), „Nowa Gazeta Bydgoska” (1921) – organ Stronnictwa Pracy, tygodnik „Słowo Wielkopolskie” (1922–1927) oraz „Robotnik Wielkopolski” (1923–1924), „Związkowiec” (1920–1923), tygodniki: „Nasz Sztandar” (1926), „Zjednoczenie” (1922), dwutygodnik „Światło” (1931), „Polska Niwa” (1939). Bydgoszcz była też siedzibą redakcji miesięcznika „Głos Powstańców i Wojaków” (1924–1925), będącego organem Związku Powstańców i Wojaków.
W międzywojennej Bydgoszczy wydawano także znaczną liczbę czasopism kulturalno-literackich. Pierwszym tego typu pismem był tygodnik „Nowe Tory” (1920–1921). Krótkotrwałym periodykiem był „Helikon” (1924). Niewiele trwalsze okazały się: „Posiew Poetycki” (1938–1939) – pismo młodych poetów i prozaików, „Magazyn Powieściowy” (1933), dwutygodnik „Ze świata” (1932), pismo społeczno-kulturalne poświęcone repolonizacji „Zmartwychwstanie” (1922, red. Antoni Chołoniewski), „Biblioteka Pomorska” (1923). Tematykę teatralną reprezentowały: tygodnik „Przegląd Teatralny i Filmowy” (1924–1925), „Almanach Teatru Bydgoskiego” (1924), „Scena Bydgoska” (1935–1939).
Najpoważniejszym periodykiem naukowo-regionalnym w międzywojennej Bydgoszczy był wydawany w latach 1933–1939 kwartalnik „Przegląd Bydgoski” (1933–1939), związany z osobą Zygmunta Malewskiego, badacza sztuki sakralnej, miłośnika Bydgoszczy. Poruszano w nim zagadnienia regionalne, historię Bydgoszczy i regionu oraz jego życia kulturalnego.
Odrębną grupę pism stanowiły miesięczniki i kwartalniki adresowane do młodzieży szkolnej, m.in.: miesięcznik „Dziewczęta w Mundurkach” (1934–1939; Miejskie Katolickie Gimnazjum Żeńskie), miesięcznik „Ogniwa” (1934–1939), kwartalnik „Gryf” (1931–1934; Liceum Handlowe), miesięcznik „Junacy” (1932–1933), dwumiesięcznik „Nasza Myśl” (1936–1939, Miejskie Gimnazjum Kupieckie). Na łamach prasy młodzieżowej pisali przedstawiciele tzw. „młodej Bydgoszczy”, którzy głosili program „awangardy literackiej”, kultywowali regionalizm, przeciwstawiali się rutynie i tradycjonalizmowi. Ich przedstawicielem był m.in. Tadeusz Nowakowski (1917–1996).
W dwudziestoleciu międzywojennym powstała w Bydgoszczy duża baza poligraficzna. Największą drukarnią w mieście była wykupiona z rąk niemieckich w 1920 r. drukarnia Grunauera, określana jako największa na Pomorzu (600 osób zatrudnionych). Wykonywała ona liczne zamówienia Instytutu Wydawniczego „Biblioteka Polska” w Warszawie. W mieście działał również Polski Instytut Narodowy (1921–1927) powołany za sprawą Antoniego Chołoniewskiego, Instytut Literacki „Lektura”, „Biblioteka Rady Artystyczno-Kulturalnej” i wiele innych. Ogółem w latach 1920–1939 działały w mieście trzy typy przedsiębiorstw poligraficznych: drukarnie połączone z wydawnictwem i publikujące głównie teksty własne („Biblioteka Polska”), oficyny prasowe (Drukarnia Bydgoska – wydawnictwo „Dziennika Bydgoskiego”) oraz usługowe zakłady graficzne, realizujące zlecenia nakładców i prowadzące marginesowo samodzielną produkcję wydawniczą (Drukarnia dla Handlu i Przemysłu, Drukarnia Polska i inne). W mieście działała również niemiecka Drukarnia Emila i Hermanna Dittmannów – wydawca niemieckich gazet („Deutsche Rundschau in Polen”) i podręczników.

#### II wojna światowa
W okresie II wojny światowej zlikwidowano prasę polską, a wielu spośród drukarzy i dziennikarzy zostało zamordowanych przez Niemców w masowych egzekucjach. Podstawową gazetą codzienną była „Deutsche Rundschau”, służąca głównie propagandzie nazistowskiej.

#### Okres Polski Ludowej
Po zakończeniu walk o wyzwolenie miasta zabezpieczono drukarnię przy ul. Jagiellońskiej, którą przemianowano na Drukarnię Wojskową, zaś później na Zakłady Graficzne im. Komisji Edukacji Narodowej. W siedzibie drukarni znajdowały się redakcje pierwszych powojennych gazet bydgoskich.
Pierwszą gazetą w powojennej Bydgoszczy były „Wiadomości Bydgoskie”, których pierwszy numer ukazał się 28 stycznia 1945 r. Pismo to redagowane przez Edwarda Łabentowicza i wydawane przez Tymczasowy Komitet Obywatelski był trybuną grodzkich trosk o powojenne losy miasta. 4 marca 1945 r. miejsce „Wiadomości Bydgoskich” zajęła „Ziemia Pomorska” (z mutacją terenową „Ziemia Kujawska”), której wydawcą była Spółdzielnia Wydawnicza „Czytelnik”. Gazeta ta wydawana w nakładzie 8,5 tys. egzemplarzy zamknęła działalność wydawniczą 31 grudnia 1951 r. 20 lutego 1945 r. otwarto w Bydgoszczy Pomorski Oddział Polskiej Agencji Prasowej, w którym pracowali m.in. Kazimierz Czachowski, Edward Łabentowicz i Waleria Drygała.
W okresie 15 kwietnia 1945 r. – 6 września 1947 r. wydawano „Trybunę Pomorską”. Pismo to będące organem Polskiej Partii Robotniczej eksponowało problematykę polityczną i społeczną. Kontynuację pisma stanowiła „Gazeta Zachodnia”, skupiająca uwagę na zagadnieniach politycznych, gospodarczych i społecznych. 15 grudnia 1948 r. z połączenia tej gazety (organu PPR) i „Głosu Pomorza” (organu PPS) powstała „Gazeta Pomorska” – organ Polskiej Zjednoczonej Partii Robotniczej. Publicystyką społeczną, ekonomiczną, rolną, kulturalną i sportową związana była z województwem bydgoskim. „Gazeta” posiadała dodatki specjalistyczne oraz była organizatorem wielu imprez kulturalnych, organizowanych wspólnie z Kujawsko-Pomorskim Towarzystwem Kulturalnym i Towarzystwem Przyjaciół Sztuki. „Gazeta Pomorska” była także inicjatorką wydawania w Bydgoszczy pisma popołudniowego, tj. „Dziennika Wieczornego”, który ukazał się po raz pierwszy 1 stycznia 1959 r.
22 października 1945 r. wydano pierwszy numer „Ilustrowanego Kuriera Polskiego” z inicjatywy Zygmunta Felczaka, wicewojewody pomorskiego. Była to gazeta ogólnopolska reprezentująca Stronnictwo Pracy. Pismo posiadało szereg dodatków, a w 1980 r. ukazywało się w nakładzie 90 tys. egzemplarzy dziennie.
Oprócz czasopism o charakterze politycznym i codziennym ukazywały się także periodyki kulturalne. W okresie od 15 marca 1945 r. do połowy 1946 r. wychodziło w Bydgoszczy pierwsze w powojennej Polsce pismo dla dzieci „Iskierki Bydgoskie” wydawane przez Związek Nauczycielstwa Polskiego (Ludwik Bandura, Władysław Dunarowski, Franciszek Grott, Franciszek Łukasik, Joanna Markowska). Miesięcznik ten nawiązywał swym charakterem do międzywojennego „Płomyczka” i odegrał pożyteczną rolę, zwłaszcza w pracy uruchamianych na nowo szkół. W latach 1945–1949 wychodziło również pismo kulturalno-literackie „Arkona”, pod redakcją Mariana Turwida. Pismo redagowali również: Stanisław Brzęczkowski, Andrzej Bukowski, Aleksander Dzienisiuk, Alfred Kowalkowski i Jan Piechocki, a współpracowali m.in. Konrad Górski, Adam Grzymała-Siedlecki, Wacław Kubacki i Wilam Horzyca.
W styczniu 1955 r. powołano czasopismo „Pomorze”, które przejęło część zadań społeczno-kulturalnych „Gazety Pomorskiej”. Od 1957 r. uzyskało status dwutygodnika społeczno-kulturalnego, jako kontynuator „Arkony”, zaś ostatni numer pisma ukazał się w grudniu 1972 r. Kontynuatorem tego pisma były „Fakty” (w latach 1958–1972 „Fakty i Myśli” wydawane przez Stowarzyszenie Ateistów i Wolnomyślicieli). Od lat 60. czasopiśmiennictwo regionalne wzbogacały periodyki wydawane przez Towarzystwo Miłośników Miasta Bydgoszczy: „Kalendarz Bydgoski” i „Kronika Bydgoska”, zawierające opis faktów z przeszłości i teraźniejszości Bydgoszczy oraz „Rocznik Kulturalny Kujaw i Pomorza” wydawany od 1963 r. przez Kujawsko-Pomorskie Towarzystwo Kulturalne. Rocznik zamieszczał materiały poświęcone życiu kulturalnemu regionu, w tym kalendarium wydarzeń, zestawy bibliograficzne literatury, omówienia książek i artykułów naukowych.
Pod koniec lat 80. w Bydgoszczy ukazywały się: wydawane przez RSW Prasa-Książka-Ruch: „Gazeta Pomorska” (organ PZPR) i popołudniowy „Dziennik Wieczorny” oraz wydawany przez „Epokę” – „Ilustrowany Kurier Polski” (organ Stronnictwa Demokratycznego), kolportowany w województwach północnej Polski. Ukazywał się też tygodnik „Fakty”, kilkanaście tytułów prasy zakładowej oraz wydawnictwa podziemne „Solidarności” i innych środowisk. Druk czasopism zapewniały Prasowe Zakłady Graficzne w Bydgoszczy, należące do najnowocześniejszych i najbardziej wydajnych w całym kraju.

#### Okres III RP
Po przełomie politycznym w 1989 r. gruntownie zmienił się krajobraz prasy bydgoskiej. Prawie wszystkie tytuły zmieniły właściciela, spora część zbankrutowała lub zmieniła profil. Rozpadł się koncern prasowy RSW Prasa-Książka-Ruch, a w jego miejsce na rynek prasowy weszło wielu nowych wydawców, zarówno krajowych jak i zagranicznych. W 1989 r. zaprzestano wydawania „Faktów”, zaś większość poczytnych dzienników objęła ustawa o likwidacyjna przedsiębiorstwa RSW Prasa-Książka-Ruch. W 1990 r. na rynku bydgoskim pojawił się „Express Bydgoski”, wykupiony następnie razem z „Nowościami” toruńskimi przez kapitał niemiecki. Ewolucję przeszła „Gazeta Pomorska”, która utrzymała się na rynku jako dziennik regionalny. W roku 1990 kilka razy w tygodniu zaczęła się pojawiać „Gazeta Bydgoska”, będąca mutacją „Gazety Wyborczej”. W 1991 roku dodatek zmienił nazwę na „Gazeta Regionalna” i zaczął się ukazywać codziennie; zasięg jego działania obejmował trzy województwa.
W połowie lat 90. przestały ukazywać się gazety popołudniowe, zaś sporą popularność uzyskały czasopisma samorządowe, parafialne, zawodowe i specjalistyczne. Ocenia się, że w roku 1992 na terenie województwa bydgoskiego ukazywało się 30 tytułów prasy samorządowej; w 1990 r. pojawiła się pierwsza w Bydgoszczy gazeta osiedlowa „Szwederowiak”, zaś w 1993 r. – kolejna „Biuletyn Wilczak-Jary”.
Na początku lat 90. „Dziennik Wieczorny” został wykupiony przez koncern „Gazeta Pomorska – Media”, zaś w 2000 r. zaprzestano jego wydawania ze względów ekonomicznych. Podobny los spotkał w 2003 r. najstarszy w regionie dziennik „Ilustrowany Kurier Polski”. Podjęto także próby wydawanie gazet bezpłatnych.
W 2000 r. w Bydgoszczy ukazywały się dwa dzienniki z miejscowym rodowodem i znaczącym udziałem kapitału zagranicznego („Express Bydgoski”, „Gazeta Pomorska”), mutacja dziennika ogólnopolskiego „Gazeta Wyborcza” oraz trudna do oszacowania liczba miesięczników, kwartalników i pism okazjonalnych. Najsilniejszą pozycję w mieście uzyskał subkoncern prasowy „Gazeta Pomorska – Media”, będący odnogą koncernu Orkla. Bydgoski dziennik okazał się największym i najbardziej dochodowym dziennikiem regionalnym w Polsce.
Od połowy lat 90. XX w. nowym nośnikiem medialnym stały się portale internetowe, zastępujące stopniowo tradycyjne gazety i czasopisma. Oprócz portali informacyjnych i samorządowych (urząd miasta, rady osiedli), pojawiły się portale obywatelskie nie związane z rządzącym establishmentem, w których mieszkańcy mogli dyskutować na bieżące tematy polityczne i społeczne.

### Radio
Narodziny radiofonii nastąpiły w 1920 r., natomiast pierwsza w Bydgoszczy publiczna demonstracja muzyki płynącej z radia nastąpiła w marcu 1925 r. w auli Gimnazjum im. Mikołaja Kopernika. Po powstaniu Pomorskiej Rozgłośni Radiowej w Toruniu (15 stycznia 1935) bydgoscy działacze kulturalni zrzeszeni w Miejskiej Radzie Artystyczno-Kulturalnej podjęli starania o otwarcie studia tej rozgłośni w Bydgoszczy. Spełnienie tego zamierzenia stało się możliwe dzięki pomocy finansowej magistratu Bydgoszczy i udostępnieniu pomieszczeń w budynku Teatru Miejskiego.
4 stycznia 1937 r. audycją zawierającą przemówienie prezydenta Bydgoszczy Leona Baciszewskiego zainaugurowano działalność studia bydgoskiego Rozgłośni Pomorskiej Polskiego Radia. Od maja 1937 r. w każdą środę nadawano stałą audycję radiową pt. „Bydgoszcz na naszej fali”. Miała ona charakter słowno-muzyczny, odzwierciedlała regionalne problemy miasta i województwa, przede wszystkim w sferze kulturalnej. Uznanie zyskały także nadawane z Bydgoszczy występy zespołów estradowych, wokalnych i solistów, m.in. koncerty Miejskiego Konserwatorium Muzycznego. Stałą pozycją programu był kabaret literacki pi „Szkuta Bydgoska”, preferujący głównie teksty satyryczne. Ze studiem radiowym związany był pierwszy radiowy zespół muzyki rozrywkowej w Bydgoszczy, kierowany przez Alfonsa Rezlera. W latach 1937–1939 przed mikrofonem w bydgoskim podstudiu występowali również artyści-muzycy: Edmund Rezler, Felicja Krysiewicz i Zofia Wojciechowska, a także piosenkarka Ola Obarska. Do sierpnia 1939 r. nadano z Bydgoszczy 85 audycji lokalnych i 28 ogólnopolskich. 31 października 1937 r. odbyła się w Bydgoszczy Ogólnopolska Wystawa Radiowa.
Po zakończeniu II wojny światowej wyznaczono Bydgoszcz na siedzibę Okręgowej Pomorskiej Dyrekcji Polskiego Radia, w obliczu zniszczenia przez nazistów rozgłośni toruńskiej i ulokowania w Bydgoszczy władz województwa pomorskiego. 1 lipca 1945 r. dla potrzeb rozgłośni na Wzgórzu Dąbrowskiego został zbudowany nadajnik o niewielkiej mocy. W 1947 r. zastąpił go odbudowany nadajnik w Toruniu (24 kW), który służył do 1960 r.. Oprócz prowadzenia rozgłośni radiowej będącej oddziałem Polskiego Radia w Warszawie Dyrekcja Radia w Bydgoszczy zajmowała się latach 1945–1950 radiofonizacją województwa pomorskiego oraz Pomorza Zachodniego.
Placówka nazywana od 1947 r. Rozgłośnią Pomorską Bydgoszcz-Toruń, zajmowała budynki przy ul. Gdańskiej 50 (od 1945) i 48 (od 1951). W lutym 1946 r. Bydgoszcz połączono z ogólnokrajowym programem radiowym, w którym znalazła się m.in. pierwsza tego rodzaju w Polsce audycja satyryczna „Pokrzywy nad Brdą” Grzegorza Kardasia, Zdzisława Kunstmanna i Jeremiego Przybory. Wizytówką bydgoskiej rozgłośni w latach 1945–1955 była Orkiestra Symfoniczna Polskiego Radia w Bydgoszczy pod kierownictwem Arnolda Rezlera. W 1955 r. po rozwiązaniu orkiestry, część muzyków przeniosła się za Arnoldem Rezlerem do Filharmonii Narodowej w Warszawie, a część zasiliła Orkiestrę Symfoniczną Filharmonii Pomorskiej.
Lata 50. przyniosły znaczący rozwój techniczny i programowy rozgłośni, m.in. pozyskano wóz transmisyjny, magnetofony, a w 1957 r. powstało połączenie kablowe rozgłośni z Filharmonią Pomorską. W latach 1960–1962 Rozgłośnia Polskiego Radia w Bydgoszczy korzystała ze zbudowanego koło Poznania nadajnika o mocy 300 kW, zaś od 1962 r. z Radiowo-Telewizyjnego Ośrodka Nadawczego w Trzeciewcu z masztem o wysokości 320 m, który poza emisją programu telewizyjnego, służył nadawaniu programów radiowych wysokiej jakości poprzez fale UKF.
W okresie Polski Ludowej rozgłośnia w Bydgoszczy zaliczała się do 17 rozgłośni regionalnych Polskiego Radia. Prowadziła działalność informacyjną, rozrywkową oraz zajmowała się propagowaniem kultury. Już od końca lat 40. działało 9 redakcji specjalistycznych. Czas nadawania wynoszący w latach 60. 3 godziny programu lokalnego i 40 min. programu ogólnopolskiego dziennie, wzrósł w latach 80. do 5 godzin, a w 1991 r. rozgłośnia jako pierwsza w kraju uruchomiła całodobowy program radiowy.
W latach 90. uwolniony został rynek radiowy dla konkurujących ze sobą stacji prywatnych. Pierwszy proces koncesyjny, przeprowadzony przez Krajową Radę Radiofonii i Telewizji w 1993 r. przyniósł przyznanie koncesji trzem komercyjnym rozgłośniom radiowym na terenie Bydgoszczy: Radio El (styczeń), Radio Pomoże (czerwiec) i Radio Vox. Jednocześnie Pomorską Rozgłośnię Radiową przekształcono w samodzielną spółkę „Polskie Radio Pomorza i Kujaw” S.A.
Słabości finansowe wynikające z niedorozwoju rynku reklamowego doprowadziły do zmian na lokalnym rynku radiowym. Od września 1997 r. zaczęło nadawać nowe Radio Elita, zaś Radio Vox, przekształcone w lipcu 1996 r. w Radio Wojciech, uległo kolejnemu przekształceniu jesienią 1998 r. w Radio Plus Bydgoszcz. W listopadzie 1999 r. Radio El zostało przekształcone w oddział ogólnopolskiego Radia Eska.
W 2001 r. istniały w Bydgoszczy następujące lokalne rozgłośnie:
- Radio PiK (100,1 FM) – regionalne radio publiczne;
- Radio Elita (92,1 FM) – radio muzyczne;
- Radio Eska (96,2 FM) – radio muzyczno-informacyjne;
- Radio Pomoże (103,5 FM) – radio informacyjno-muzyczne zaangażowane w sprawy lokalno-społeczne;
- Radio Plus (101,2 FM) – radio muzyczno-publicystyczne

### Telewizja
Pierwsze starania w celu uruchomienia ośrodka telewizyjnego w Bydgoszczy datują się na 1956 rok. Powstał wtedy Społeczny Komitet Budowy Pomorskiego Ośrodka Telewizyjnego, który drogą składek społecznych usiłował zbudować maszt antenowy w Myślęcinku oraz budynek studyjny. W 1958 r. Centralny Zarząd Radiostacji i Telewizji w Warszawie zatwierdził koncepcję lokalizacji ośrodka telewizyjnego we wsi Trzeciewiec, 20 km od Bydgoszczy. 20 listopada 1960 r. uruchomiono pierwszy nadajnik w Bydgoszczy, umożliwiający odbiór programu telewizyjnego, zaś 22 stycznia 1962 r. oddano do użytku Telewizyjny Ośrodek Nadawczy w Trzeciewcu, który rozwiązał problemy techniczne związane z zasięgiem i jakością odbioru telewizyjnego oraz radiowego w całym województwie bydgoskim.
Pierwsze audycje telewizyjne redagowane w Bydgoszczy datują się na 1967 r. Były one zamieszczane w „Magazynie Ziem Północnych” TVP3 Gdańsk. Usilne starania dziennikarzy bydgoskich doprowadziły do otwarcia w 1973 r. samodzielnej bydgoskiej redakcji telewizyjnej, podlegającej TVP3 Gdańsk. Placówka mieściła się przy Pomorskiej Rozgłośni Radiowej. W tym samym roku 1 lipca uruchomiono Telewizyjny Ośrodek Nadawczy nr 2 w Śródmieściu Bydgoszczy, który umożliwiał odbiór II programu telewizyjnego w kolorze. Bydgoska redakcja telewizyjna produkowała materiały publikowane na antenie centralnej i w gdańskim magazynie „Panorama”. W latach 70. dzięki jej aktywności, tematy z województwa bydgoskiego zajmowały w dziennikach ogólnopolskich jedno z czołowych miejsc, pośród wiadomości spoza stolicy.
W latach 1984–1990 decyzją prezesa Radiokomitetu zlikwidowano samodzielność redakcji, a bydgoscy dziennikarze stali się korespondentami terenowymi TVP3 Gdańsk. Reaktywacja bydgoskiej redakcji telewizyjnej z zasięgiem na województwa: bydgoskie, toruńskie i włocławskie nastąpiła w 1990 r. W 1993 r. powołano spółkę „Telewizja Polska S.A.” z jedenastoma oddziałami terenowymi, wśród których znalazł się także oddział w Bydgoszczy. 5 września 1994 r. rozpoczęto nadawanie programu miejskiego. Na dachu budynku Urzędu Wojewódzkiego przy ul. Konarskiego zamontowano nową antenę i nadajnik małej mocy. Widzowie okolic Bydgoszczy mogli oglądać program III przez kilkanaście godzin dziennie. Ośrodek wzbogacił się także o wóz transmisyjny umożliwiające bieżące relacje sportowe.
Od 1995 r. nastąpił intensywny rozwój bydgoskiego ośrodka telewizyjnego, który produkował własne programy telewizyjne, wypełniające ponad 4 godziny dziennie, a w soboty i niedziele – cały czas antenowy. Od 1996 r. dzięki nowemu nadajnikowi na RTCN Trzeciewiec TVP3 Bydgoszcz była odbierana przez 2,5 milionów mieszkańców trzech województw. W latach 1996–1997 otwarto zamiejscowe redakcje oddziału w Toruniu i Włocławku, zaś w 2001 r. otwarto nową siedzibę TVP przy ul. Kujawskiej 7 na Wzgórzu Wolności. Po 2000 r. wiele programów bydgoskich emitowano na antenach ogólnopolskich, a niektórzy dziennikarze (Sławomir Jeneralski, Paulina Chylewska, Marzena Słupkowska, Jarosław Lewandowski) stali się znanymi w kraju prezenterami telewizyjnymi.

## Charakterystyka

### Prasa
W 2008 r. w Bydgoszczy wydano 97 tytułów gazet i czasopism w nakładzie 58 tys. egzemplarzy (7. miejsce w kraju).
| Pozycja prasowa                          | Typ pozycji    | Uwagi                                                                   |
| ---------------------------------------- | -------------- | ----------------------------------------------------------------------- |
| Gazeta Pomorska                          | dziennik       | Wydawana od 1948 r.                                                     |
| Gazeta Wyborcza (lokalne wydanie)        | dziennik       | Wydawana od 1991 r.                                                     |
| Express Bydgoski                         | dziennik       | Wydawany od 1990 r.                                                     |
| „Metro”                                  | dziennik       | Ostatnie wydanie wydane 16 października 2016                            |
| City Bydgoszcz                           | tygodnik       | Gazeta bezpłatna wydawana od 2006 r.                                    |
| 7 dni Bydgoszcz                          | tygodnik       | Gazeta bezpłatna                                                        |
| Anonse – wydanie bydgoskie               | tygodnik       |                                                                         |
| „Profile”                                | dwutygodnik    | Najstarsze w Polsce pismo budowlane wydawane od 1956 r.                 |
| Akant. Miesięcznik Literacki             | miesięcznik    |                                                                         |
| Bydgoski Informator Kulturalny           | miesięcznik    | Wydawany od 1974 r.                                                     |
| Promocje Kujawsko-Pomorskie              | miesięcznik    | W latach 1993–2000 Promocje Pomorskie, następnie zmiana nazwy na obecną |
| Posłaniec Ducha Świętego                 | miesięcznik    | Czasopismo wydawane przez bydgoskich duchaczy od 1930 r.                |
| Cybermycha                               | miesięcznik    | Wydawany od 2000 r.                                                     |
| Region Wita                              | miesięcznik    |                                                                         |
| Moment. Magazyn Kulturalny               | miesięcznik    | Wydawany od 2005 r.                                                     |
| Pod wiatr. Czasopismo młodzieżowe        | dwumiesięcznik | Ukazuje się od 1993 r.                                                  |
| Kwartalnik Artystyczny. Kujawy i Pomorze | kwartalnik     | Ukazuje się od 1993 r.                                                  |
| Twój Filar                               | kwartalnik     | Wydawany od 1993 r.                                                     |

### Lokalne stacje radiowe
| Stacja radiowa                 | Typ emisji           | Uwagi                                                                 |
| ------------------------------ | -------------------- | --------------------------------------------------------------------- |
| Polskie Radio Pomorza i Kujaw  | naziemna – 100,1 MHz | Rozgłośnia założona w 1935 r., spełnia misję radia publicznego        |
| Radio BestStacja               |                      | Stacja internetowa                                                    |
| Radio Kultura                  |                      | Stacja internetowa                                                    |
| Radio Eska Bydgoszcz           | naziemna – 94,4 MHz  | Rozpoczęła nadawanie w 2000 r.                                        |
| Radio GRA Bydgoszcz            | naziemna – 106,1 MHz | Rozpoczęła nadawanie w 2005 r.; 28.06.2013 zastąpiona przez RMF Maxxx |
| RMF Maxxx Bydgoszcz            | naziemna – 106,1 MHz | 28.06.2013 zastąpiło Radio Gra                                        |
| Radio Megafon KPSW             | radio internetowe    | Rozpoczęło nadawanie w 2008 r.                                        |
| Radio Plus Bydgoszcz           | naziemna – 102,6 MHz | Rozpoczęła nadawanie w 1998 r.                                        |
| Rock Radio Bydgoszcz           | naziemna – 103,5 MHz | Rozpoczęła nadawanie w 2014 r.                                        |
| Radio Uniwersytet              | radio internetowe    | Rozpoczęło działalność w 2007 r.                                      |
| Radio Złote Przeboje Bydgoszcz | naziemna – 92,1 MHz  | Rozpoczęła nadawanie w 2004 r.                                        |
| Radio OMG                      | radio internetowe    | Rozpoczęło działalność w 2013 r.                                      |

### Telewizja
| Nazwa           | Uwagi                                                                                        |
| --------------- | -------------------------------------------------------------------------------------------- |
| TVP3 Bydgoszcz  | Redakcja telewizyjna istniejąca od 1973 r., od 1993 r. oddział regionalny Telewizji Polskiej |
| BydziaTv        | Miejska telewizja internetowa, zawierająca wiele klipów archiwalnych                         |
| iTV24 Bydgoszcz | Bydgoska telewizja internetowa, regionalny portal wideo                                      |

### Internet
| Nazwa                       | Uwagi                              |
| --------------------------- | ---------------------------------- |
| Oficjalny Serwis Bydgoszczy |                                    |
| Gazeta Wyborcza Bydgoszcz   | Portal informacyjny                |
| Metropolia Bydgoska         |                                    |
| IQ Bydgoszcz                |                                    |
| Infofordon.pl               |                                    |
| hejtu.pl                    |                                    |
| Moja Bydgoszcz              |                                    |
| Portal Bydgoski             |                                    |
| Bydgoszcz w budowie         |                                    |
| Bydgoszcz.24                |                                    |
| Bydgoszcz Nasze Miasto      |                                    |
| MMBydgoszcz                 |                                    |
| Portalbydgoszcz             |                                    |
| BydgoszczDzisiaj            | Wiadomości i przewodnik po mieście |
| BydgoszczCity               | Ogłoszenia miejskie                |
| COwBydgoszczy               |                                    |
| Bydgoszcz Twoje Miasto      |                                    |
| Bydgoszcz ulice             |                                    |
| Bydgoski Portal Internetowy |                                    |
| Medyczna Bydgoszcz          | Miejski portal medyczny            |
| Sportowa Bydgoszcz          | Miejski portal sportowy            |

| Nazwa            | Uwagi                                |
| ---------------- | ------------------------------------ |
| Bartodzieje      |                                      |
| Błonie           | MojeBłonie.pl                        |
| Flisy            |                                      |
| Fordon           |                                      |
| Fordon           | Portal informacyjny dzielnicy Fordon |
| Fordon           | Portal informacyjny dzielnicy Fordon |
| Fordon           |                                      |
| Miedzyń          |                                      |
| Okole            |                                      |
| Opławiec         |                                      |
| Osiedle Leśne    |                                      |
| Osowa Góra       |                                      |
| Wilczak          |                                      |
| Wyżyny           |                                      |
| Wzgórze Wolności |                                      |